# 알레한드로 알파로
알레한드로 알파로는 스페인의 전 축구 선수이다. 그는 2006년 '세비야 FC' 입단으로 데뷔하였다.